# Theope leucanthe
Espèce
Theope leucanthe est une espèce d'insectes lépidoptères appartenant à la famille  des Riodinidae et au genre Theope.

## Taxonomie
Theope leucanthe a été décrit par Henry Walter Bates en 1868.

### Noms vernaculaires
Theope leucanthe se nomme Faded Theope en anglais .

## Description
Theope leucanthe est un papillon aux ailes antérieures à l'apex pointu, au  dessus des ailes marron poudré de bleu clair métallisé, sur la partie interne de l'aile antérieure de la base à l'aire postdiscale et sur toute l'aile postérieure ornée d'une ligne submarginale de points foncés.
Le revers est blanc avec une ligne submarginale de points foncés et une frange gris clair.

## Biologie
Theope leucanthe a été trouvé en novembre et décembre.

## Écologie et distribution
Theope leucanthe est présent à Panama, en Guyane, en Guyana, au Surinam, au Venezuela, à Trinité-et-Tobago, au Brésil et au Pérou,,.

### Biotope
En Guyane il réside dans la région côtière et proche de la côte.

### Protection
Pas de statut de protection particulier.